# Суннегорд, Эрика
Эрика Суннегорд (швед. Erika Sunnegårdh, полное имя Margareta Erika Sunnegårdh; род. 1966) — шведская оперная певица (сопрано).

## Биография
Родилась 11 марта 1966 года в Стокгольме в семье музыканта Арне Суннегорда и его жены — певицы Маргареты Бэкер-Суннегорд; сводная сестра Томаса Суннегорда, который тоже был оперным певцом (тенор). Её отец был хормейстером в Шведской Королевской опере и профессором стокгольмской Королевской высшей музыкальной школы, а мать — оперное колоратурное сопрано.
В Швеции Эрика Суннегорд посещала музыкальную школу Adolf Fredriks musikklasser в Стокгольме. Начиная с 1985 года жила в США, куда переехала для продолжения обучения. В 1992 году окончила Манхэттенскую музыкальную школу со степенью бакалавра и в 1999 году получила степень магистра музыки в Музыкальной школе Аарона Копленда при Куинс-колледже. Чтобы заработать на жизнь и обучение — работала официанткой, поставщиком провизии и гидом в Нью-Йорке, а также выступала в сольных концертах и в качестве кантора.
Суннегорд дебютировала на оперной сцене в сентябре 2004 года в опере Пуччини «Турандот» в Опере Мальмё, уже подписав в этом же году контракт с Метрополитен-оперой. Уже в США, исполнила заглавную партию в опере Бетховена «Фиделио» во Флорентийской опере в Милуоки. С этой же ролью дебютировала в Метрополитен-опере 1 апреля 2006 года вместо финской оперной певицы Кариты Маттилы. Эта постановка была представлена в еженедельной радиопередаче Metropolitan Opera radio broadcasts. В этом театральном сезоне Эрика Суннегорд играла Эльзу в вагнеровском «Лоэнгрине» и участвовала в «Волшебной флейте» Моцарта в следующем сезоне.
В Европе Суннегорд спела в опере «Турандот» в Немецкой опере в Берлине в январе-марте 2012 года, а также несколько раз выступала в заглавных партиях в опере Пуччини «Тоска». Также в этом году играла в Шведской королевской опере в Стокгольме роль леди Макбет в «Саломее» Рихарда Штрауса и в Глайндборнском оперном фестивале в Англии. В Опере Мальмё выступила в заглавной роли в опере «Енуфа» Леоша Яначека. Осенью 2013 года она снова играла в «Турандот» в Шведской королевской опере.
В 2017 году Суннегорд сыграла роль Евы в знаменитой недавно написанной опере Себастьяна Фагерлунда «Осенняя соната», премьера которой состоялась в Финской национальной опере. В 2019 году «Осенняя соната» была исполнена в Опере Мальмё с последующими гастрольными выступлениями в Гонконге.
Также певица давала сольные концерты, в том числе современной музыки, в том числе произведение «The world as I see it» Карла Унандер-Шарина на текст Альберта Эйнштейна со шведским ансамблем ударных музыкальных инструментов Kroumata. Осенью 2013 года вышел её дебютный сольный альбом с Симфоническим оркестром Мальмё (дирижёр Уилл Хамбург).
С 2011 года Эрика Суннегорд живёт в Вене.